# DGB-Bezirk Niedersachsen – Bremen – Sachsen-Anhalt
Der DGB-Bezirk Niedersachsen – Bremen – Sachsen-Anhalt umfasst die Bundesländer Niedersachsen, Bremen und Sachsen-Anhalt.
Der DGB-Bezirk versteht sich als "politische Stimme der Gewerkschaften", die "die Interessen der Beschäftigten gegenüber politischen Entscheidungsträgern, Parteien und Verbänden in den drei Bundesländern Niedersachsen, Bremen und Sachsen-Anhalt" vertritt. Rund 900.000 Gewerkschaftsmitglieder sind bezirksweit organisiert.
Die 5. Bezirkskonferenz am 3. Februar 2018 wählte Mehrdad Payandeh zum neuen Bezirksvorsitzenden. Als stellvertretende Vorsitzende wurde Susanne Wiedemeyer (wieder)gewählt.

## Bedeutung
Die Bezirke sind die Gliederungsebene des DGB direkt unterhalb der Bundesebene (s. den Abschnitt Bezirke und Regionen im Artikel zum DGB) und umfassen ein oder mehrere Bundesländer. In den DGB-Regionen – der Ebene unterhalb des Bezirks – gibt es 61 ehrenamtlich geführte Stadt- bzw. Kreisverbände, die die gewerkschaftspolitische Arbeit vor Ort gestalten.
Der DGB-Bezirk dient hauptsächlich der Koordination der sich auf dem Gebiet befindenden Mitgliedsgewerkschaften bzw. der politischen Außenvertretung und Lobbyarbeit. Er vertritt die gesellschaftlichen, wirtschaftlichen, sozialen und kulturellen Interessen der Arbeitnehmer.

## DGB-Regionen im Bezirk
Der DGB-Bezirk gliedert sich in die Regionen
- in Niedersachsen und Bremen:
  - Bremen-Elbe-Weser,
  - Niedersachsen-Mitte,
  - Nord-Ost-Niedersachsen,
  - Oldenburg-Ostfriesland,
  - Osnabrück-Emsland,
  - Südniedersachsen-Harz sowie
  - SüdOstNiedersachsen;
- in Sachsen-Anhalt:
  - Altmark-Börde-Harz sowie
  - Halle-Dessau.[6]

## Die Einzelgewerkschaften im Bezirk
Aufgrund des unterschiedlichen regionalen Zuschnitts der Einzelgewerkschaften gehören zum DGB-Bezirk die folgenden Landes-/etc. Verbände (bzw. Teile davon):
- Eisenbahn- und Verkehrsgewerkschaft (Geschäftsstellen: Bremen; Hannover; Magdeburg)
- Gewerkschaft der Polizei (Landesbezirke: Niedersachsen; Bremen; Sachsen-Anhalt)
- Gewerkschaft Erziehung und Wissenschaft (Landesverbände: Niedersachsen; Bremen; Sachsen-Anhalt)
- Gewerkschaft Nahrung-Genuss-Gaststätten (Landesbezirke: Nord; Ost)
- Gewerkschaft ver.di (Landesbezirke: Niedersachsen-Bremen;Sachsen, Sachsen-Anhalt, Thüringen)
- IG Bauen-Agrar-Umwelt (Regionen: Niedersachsen; Weser-Ems; Sachsen-Anhalt, Thüringen und Sachsen)
- IG Bergbau, Chemie, Energie (Landesbezirke: Nord; Nord-Ost)
- IG Metall (Bezirke: Niedersachsen und Sachsen-Anhalt; Küste)[7]

## Mitgliederzahlen
| DGB-Bezirk Niedersachsen – Bremen – Sachsen-Anhalt 2016 | DGB-Bezirk Niedersachsen – Bremen – Sachsen-Anhalt 2016 | DGB-Bezirk Niedersachsen – Bremen – Sachsen-Anhalt 2016 | DGB-Bezirk Niedersachsen – Bremen – Sachsen-Anhalt 2016 |
| ------------------------------------------------------- | ------------------------------------------------------- | ------------------------------------------------------- | ------------------------------------------------------- |
| .                                                       | gesamt                                                  | gesamt                                                  | gesamt                                                  |
| .                                                       | männlich                                                | weiblich                                                | zusammen                                                |
| Niedersachsen                                           | 456.319                                                 | 225.190                                                 | 681.509                                                 |
| Bremen                                                  | 68.044                                                  | 29.856                                                  | 97.900                                                  |
| Sachsen-Anhalt                                          | 84.250                                                  | 64.907                                                  | 149.157                                                 |
| Gesamt                                                  | 608.613                                                 | 319.953                                                 | 928.566                                                 |

## Veranstaltungen
Der DGB Bremen richtet seit 1954 alljährlich das Mahl der Arbeit im Bremer Rathaus aus. Der Zweck dieses Festes besteht darin, die Errungenschaften und den Wert der Arbeit zu würdigen und zu feiern. Heute wird das Fest von Gewerkschaften, angehörigen Betriebs- und Personalräten sowie politischen Organisationen genutzt, um ihre Anliegen und Forderungen in Bezug auf Arbeitnehmerrechte und soziale Gerechtigkeit zu präsentieren.